# Agostino Galamini
Agostino Galamini (né en 1553 à Brisighella en Émilie-Romagne, et mort le 6 septembre 1639 à Osimo), est un cardinal italien de l'Église catholique de la XVIIe siècle, nommé par le pape Paul V. Il est membre de l'ordre des dominicains.

## Biographie
Agostino Galamini est lecteur à Bologne et à Naples, inquisiteur à Brescia, Plaisance, Gênes et Milan, maître du palais apostolique et maître de son ordre en 1608.
Le pape Paul V le crée cardinal lors du consistoire du 7 août 1611. Galamini est élu évêque de Recanati et Loreto en 1613 et est consacré le 12 mars 1613 par Paul V avec comme co-consécrateurs Giovanni Garzia Millini et Fabrizio Verallo puis est transféré au diocèse d'Osimo en 1620. 
Galamini participe au conclave de 1621, lors duquel Grégoire XV est élu pape et au conclave de 1623 (élection d'Urbain VIII).

## Succession apostolique
Agostino Galamini a ordonné les évêques suivants :
- Évêque Tommaso Sanfelice, C.R. (1615)
- Évêque Giovanni Sanctatus, O.P. (1616)